# Les Voltes d'en Galí
Les Voltes d'en Galí són una obra del municipi de la Bisbal d'Empordà protegida com a bé cultural d'interès local.

## Descripció
Les Voltes d'en Galí formen part d'un edifici situat al carrer de les Mesures, davant l'Ajuntament Vell. Són uns porxos constituïts per vuit arcs de mig punt (sis al carrer de les Mesures i un a cadascun dels extrems), tots ells sostinguts per columnes de pedra que imiten l'estil dòric. A la part baixa de les columnes hi ha, a la banda exterior, elements de protecció de forma arrodonida. L'enteixinat és de ceràmica i les bigues de ferro.

## Història
Els porxos de Can Galí van ser construïts al mateix temps que l'edifici del qual formen part, d'estil neoclàssic, bastit l'any 1835 per al comerciant de teixits J. Galí com a habitatge, magatzem i botiga.
En l'actualitat la casa Galí hostatja a la planta baixa una entitat bancària, a més dels habitatges dels pisos superiors.